# 真正男子漢
《真正男子漢》（英語：Takes a Real Man），原名《真正的男人》，是中国大陆湖南衛視制作的大型国防教育特别节目。節目版權引進自韓國MBC電視台，是繼《我是歌手》、《爸爸去哪兒》之後，湖南衛視第三個引進MBC版權的節目。《真正男子汉》每期时长90分钟，按季播出。第一季节目由济南军区、八一电影制片厂与湖南卫视联合制作，共12期，原定于2015年4月10日起每週五22:00接档《我是歌手第三季》播出。因军队合作方对节目的审核过于冗长，第一次便提了100多条修改意见，审核迟迟不能结束，节目首播被迫比原计划推迟了数週，最终于2015年5月1日播出。第二季节目由空军政治部电视艺术中心与湖南卫视联合制作，共14期，于2016年10月21日起每週五20:20接档《我们来了第一季》播出。

## 引進與製作
《真正的男人》原為韓國MBC電視台每週日晚間播出的綜藝節目，於2013年首播。湖南衛視繼《我是歌手》和《爸爸去哪兒》之後，在2014年繼續引進MBC的節目版權，並於2015年啟動該節目的製作，但製作過程比起以往的節目更為保密。
为了节目的全方位多角度真实记录，制作方采用近30个跟拍机位，摄影机数量达94个，动用了娱乐节目中极少用到的超高速摄影机，完美拍摄子弹出膛的轨迹。节目整个拍摄团队达到200人，需要辗转于各个兵种，深入草原、深山等险恶环境进行前期踩点。节目号称湖南卫视有史以来最具挑战的户外纪实类节目。
所有参加节目拍摄的明星进入部队后完全尊重入伍新兵的要求，严格遵守部队纪律。与其他真人秀节目不同的是，工作人员在录制过程中禁止与明星交谈，军营中发生的任何情况交由普通士兵和军官处理。

## 節目成員

### 第一季
| 姓名   | 職業   | 入伍日期      | 退役日期      | 登場集數                                                                          |
| ------ | ------ | ------------- | ------------- | --------------------------------------------------------------------------------- |
| 王宝强 | 演员   | 2015年2月9日  | 2015年5月22日 | 全12期，但第5期因伤退出炮兵站的录制，第6期出镜但未在部队出现，第7期返回部队至最终 |
| 刘昊然 | 演员   | 2015年2月9日  | 2015年5月22日 | 全12期                                                                            |
| 张丰毅 | 演员   | 2015年2月9日  | 2015年5月22日 | 全12期                                                                            |
| 袁 弘  | 演员   | 2015年2月9日  | 2015年5月22日 | 全12期                                                                            |
| 郭晓东 | 演员   | 2015年2月9日  | 2015年5月22日 | 全12期                                                                            |
| 杜海濤 | 主持人 | 2015年2月9日  | 2015年5月22日 | 全12期                                                                            |
| 欧 豪  | 歌手   | 2015年3月24日 | 2015年5月22日 | 第6期补位王宝强至最终                                                             |

### 第二季
| 姓名   | 職業   | 入伍日期      | 退役日期       | 登場集數                                                                                      |
| ------ | ------ | ------------- | -------------- | --------------------------------------------------------------------------------------------- |
| 杨 幂  | 演员   | 2016年8月24日 | 2016年10月29日 | 全14期                                                                                        |
| 蒋劲夫 | 演员   | 2016年8月24日 | 2016年10月29日 | 全14期                                                                                        |
| 孙 杨  | 運動員 | 2016年8月24日 | 2016年10月29日 | 第1期入伍，但第2期因参加里约奥运会中国代表团总结表彰大会退出第一站的录制，第5期返回部队至最終 |
| 黄子韬 | 歌手   | 2016年8月24日 | 2016年10月29日 | 全14期                                                                                        |
| 佟丽娅 | 演员   | 2016年8月24日 | 2016年10月29日 | 全14期                                                                                        |
| 沈梦辰 | 主持人 | 2016年8月24日 | 2016年10月29日 | 全14期                                                                                        |
| 张蓝心 | 演员   | 2016年8月24日 | 2016年10月29日 | 全14期                                                                                        |
| 李 锐  | 主持人 | 2016年8月24日 | 2016年10月29日 | 全14期                                                                                        |

## 節目列表

### 第一季
| 集數 | 播放日期 | 軍種 | 規模 | 部門                                  | 演出成員                                           | 軍銜 |
| ---- | -------- | ---- | ---- | ------------------------------------- | -------------------------------------------------- | ---- |
| 1    | 5月1日   | 陆军 | 营   | 第20集团军71622部队 （新兵训练营）    | 王宝强、刘昊然、张丰毅、袁弘、郭晓东、杜海涛       | 列兵 |
| 2    | 5月8日   | 陆军 | 连   | 第20集团军71622部队 （杨根思连）      | 王宝强、刘昊然、张丰毅、袁弘、郭晓东、杜海涛       | 列兵 |
| 3    | 5月15日  | 陆军 | 连   | 第20集团军71622部队 （杨根思连）      | 王宝强、刘昊然、张丰毅、袁弘、郭晓东、杜海涛       | 列兵 |
| 4    | 5月22日  | 陆军 | 连   | 第20集团军71622部队 （杨根思连）      | 王宝强、刘昊然、张丰毅、袁弘、郭晓东、杜海涛       | 列兵 |
| 5    | 5月29日  | 陆军 | 连   | 第20集团军71823部队 （152加榴炮连队） | 王宝强、刘昊然、张丰毅、袁弘、郭晓东、杜海涛       | 列兵 |
| 6    | 6月5日   | 陆军 | 连   | 第20集团军71823部队 （152加榴炮连队） | 刘昊然、张丰毅、袁弘、郭晓东、杜海涛、欧豪         | 列兵 |
| 7    | 6月12日  | 陆军 | 连   | 第20集团军71669部队 （杨靖宇支队）    | 王宝强、刘昊然、张丰毅、袁弘、郭晓东、杜海涛、欧豪 | 列兵 |
| 8    | 6月19日  | 陆军 | 连   | 第20集团军71669部队 （杨靖宇支队）    | 王宝强、刘昊然、张丰毅、袁弘、郭晓东、杜海涛、欧豪 | 列兵 |
| 9    | 6月26日  | 陆军 | 连   | 第20集团军71669部队 （杨靖宇支队）    | 王宝强、刘昊然、张丰毅、袁弘、郭晓东、杜海涛、欧豪 | 列兵 |
| 10   | 7月3日   | 陆军 | 连   | 第20集团军71897部队 （沙家浜连）      | 王宝强、刘昊然、张丰毅、袁弘、郭晓东、杜海涛、欧豪 | 列兵 |
| 11   | 7月11日  | 陆军 | 连   | 第20集团军71897部队 （沙家浜连）      | 王宝强、刘昊然、张丰毅、袁弘、郭晓东、杜海涛、欧豪 | 列兵 |
| 12   | 7月18日  | 陆军 | 连   | 第20集团军71897部队 （沙家浜连）      | 王宝强、刘昊然、张丰毅、袁弘、郭晓东、杜海涛、欧豪 | 列兵 |

### 第二季
| 集數 | 播放日期               | 軍種 | 規模   | 部門                                              | 演出成員                                                 | 軍銜 |
| ---- | ---------------------- | ---- | ------ | ------------------------------------------------- | -------------------------------------------------------- | ---- |
| 1    | 10月21日               | 空军 | 旅     | 空军95829部队 （空15军特种作战旅） （雷神突击队） | 杨幂、蒋劲夫、孙杨、黄子韬、佟丽娅、沈梦辰、张蓝心、李锐 | 列兵 |
| 2    | 10月28日               | 空军 | 旅     | 空军95829部队 （空15军特种作战旅） （雷神突击队） | 杨幂、蒋劲夫、孙杨、黄子韬、佟丽娅、沈梦辰、张蓝心、李锐 | 列兵 |
| 3    | 11月4日                | 空军 | 旅     | 空军95829部队 （空15军特种作战旅） （雷神突击队） | 杨幂、蒋劲夫、黄子韬、佟丽娅、沈梦辰、张蓝心、李锐       | 列兵 |
| 4    | 11月11日               | 空军 | 营     | 空军93617部队 （地空导弹英雄营）                  | 杨幂、蒋劲夫、黄子韬、佟丽娅、沈梦辰、张蓝心、李锐       | 列兵 |
| 5    | 11月18日               | 空军 | 营     | 空军93617部队 （地空导弹英雄营）                  | 杨幂、蒋劲夫、孙杨、黄子韬、佟丽娅、沈梦辰、张蓝心、李锐 | 列兵 |
| 6    | 11月25日               | 空军 | 正师级 | 中国人民解放军空军招飞局                          | 杨幂、蒋劲夫、孙杨、黄子韬、佟丽娅、沈梦辰、张蓝心、李锐 | 列兵 |
| 6    | 11月25日               | 空军 | 副军级 | 中国人民解放军空军航空大学                        | 杨幂、蒋劲夫、孙杨、黄子韬、佟丽娅、沈梦辰、张蓝心、李锐 | 列兵 |
| 7    | 12月2日                | 空军 | 副军级 | 中国人民解放军空军航空大学                        | 杨幂、蒋劲夫、孙杨、黄子韬、佟丽娅、沈梦辰、张蓝心、李锐 | 列兵 |
| 8    | 12月9日                | 空军 | 副军级 | 中国人民解放军空军航空大学                        | 杨幂、蒋劲夫、孙杨、黄子韬、佟丽娅、沈梦辰、张蓝心、李锐 | 列兵 |
| 8    | 12月9日                | 空军 | 师     | 空军93185部队 （空军航空兵第一师）                | 杨幂、蒋劲夫、孙杨、黄子韬、佟丽娅、沈梦辰、张蓝心、李锐 | 列兵 |
| 9    | 12月16日               | 空军 | 师     | 空军93185部队 （空军航空兵第一师）                | 杨幂、蒋劲夫、孙杨、黄子韬、佟丽娅、沈梦辰、张蓝心、李锐 | 列兵 |
| 10   | 12月23日               | 空军 | 师     | 空军93185部队 （空军航空兵第一师）                | 杨幂、蒋劲夫、孙杨、黄子韬、佟丽娅、沈梦辰、张蓝心、李锐 | 列兵 |
| 10   | 12月23日               | 空军 | 连     | 空军95829部队 （黄继光英雄连）                    | 杨幂、蒋劲夫、孙杨、黄子韬、佟丽娅、沈梦辰、张蓝心、李锐 | 列兵 |
| 11   | 12月30日               | 空军 | 连     | 空军95829部队 （黄继光英雄连）                    | 杨幂、蒋劲夫、孙杨、黄子韬、佟丽娅、沈梦辰、张蓝心、李锐 | 列兵 |
| 12   | 2017年1月6日           | 空军 | 连     | 空军95829部队 （黄继光英雄连）                    | 杨幂、蒋劲夫、孙杨、黄子韬、佟丽娅、沈梦辰、张蓝心、李锐 | 列兵 |
| 12   | 2017年1月6日           | 空军 | 连     | 空军95829部队 （猎人集训队） （尖刀连、硬骨头连） | 杨幂、蒋劲夫、孙杨、黄子韬、佟丽娅、沈梦辰、张蓝心、李锐 | 列兵 |
| 13   | 2017年1月13日          | 空军 | 连     | 空军95829部队 （猎人集训队） （尖刀连、硬骨头连） | 杨幂、蒋劲夫、孙杨、黄子韬、佟丽娅、沈梦辰、张蓝心、李锐 | 列兵 |
| 14   | 2017年1月19日 （週四） | 空军 | 连     | 空军95829部队 （猎人集训队） （尖刀连、硬骨头连） | 杨幂、蒋劲夫、孙杨、黄子韬、佟丽娅、沈梦辰、张蓝心、李锐 | 列兵 |

## 相关轶闻

### 王宝强受伤
北京时间2015年3月24日下午1:30左右，王宝强在《真正男子汉》炮兵站独木桥大作战环节的录制中，因被刘昊然推下独木桥时不慎扭伤右腿，而被紧急送往卫生队接受治疗，节目拍摄被迫中止。随后，王宝强被送往附近的医院进行检查，检查结果被确定为右腿骨折，需进行进一步治疗。当天下午5点，王宝强返回卫生队，在与其他战友告别后，王宝强决定暂时退出《真正男子汉》的录制，返回北京接受进一步治疗。4月27日，王宝强拄拐回归《真正男子汉》坦克兵站的录制。

### 疑涉军事机密延播
北京LCR公司总裁称，《真正男子汉》因可能涉及军事机密，而当局审查时间又过于冗长，迟迟不能结束，导致节目首播被迫延迟。

### 节目真实性遭质疑
北京时间2016年10月28日下午5:30左右，孙杨在自己的个人微博发文称，真人秀关键在于按照剧本演，当他在节目中认真做自己的时候，却被节目组一而再再而三地忽悠，疑似质疑节目环节设计的真实性，然而此微博在发布不久后便被删除。

### 沈梦辰因违纪被停飞处理
在2016年12月16日播出的第二季第九期节目中，沈梦辰被安排与孙杨一组，黄子韬被安排与佟丽娅一组，两组需进行一场长僚机协同作战对抗赛，比赛结束后成绩垫底的学员将被淘汰，无缘接下来的飞行实践。由于沈梦辰、孙杨组在比赛中优势较为明显，而佟丽娅则受身体素质所限，根本无法完成比赛。沈梦辰为避免佟丽娅被淘汰，所以在比赛过程中拖住孙杨，从而阻止孙杨走向终点。
沈梦辰的这一做法虽合乎人之常情，但是却违反了部队纪律，组织对此高度重视。随后，空一师召开紧急会议，政治处主任王子男在会上宣布命令，依据《纪律条令》和《飞行员管理规定》，对沈梦辰作停飞处理，以观后效。
节目首播后，佟丽娅在自己的个人微博上表达了对沈梦辰的感激，而沈梦辰也为自己的行为进行了道歉。不少网友对沈梦辰在节目中的表现表示批评，但也有部分网友对沈梦辰的真性情表示理解。

## 收視率

### 第一季收視率
| 中国大陆 湖南衛視 首播收视率 （CSM50） |               |        |          |      |                                                            |
| 集數                                   | 播出日期      | 收视率 | 收视份额 | 排名 | 備註                                                       |
| 1                                      | 2015年5月1日  | 1.207  | 5.762    | 4    |                                                            |
| 2                                      | 2015年5月8日  | 1.232  | 5.599    | 4    |                                                            |
| 3                                      | 2015年5月15日 | 1.031  | 4.607    | 5    |                                                            |
| 4                                      | 2015年5月22日 | 1.074  | 5.06     | 5    |                                                            |
| 5                                      | 2015年5月29日 | 0.911  | 4.294    | 5    |                                                            |
| 6                                      | 2015年6月5日  | 0.886  | 3.86     | 6    | 当週《天天向上》因重新审查导致时间被迫推迟，故观众大量流失 |
| 7                                      | 2015年6月12日 | 0.938  | 4.48     | 5    |                                                            |
| 8                                      | 2015年6月19日 | 1.16   | 5.004    | 4    |                                                            |
| 9                                      | 2015年6月26日 | 0.794  | 3.704    | 7    |                                                            |
| 10                                     | 2015年7月3日  | 0.807  | 3.768    | 5    |                                                            |
| 11                                     | 2015年7月11日 | 1.301  | 6.816    | 4    | 从本期节目开始，播出时间变更为每週六22:00                  |
| 12                                     | 2015年7月18日 | 1.022  | 5.203    | 5    |                                                            |

1. 同时段或交叉时段主要节目：
  - 江苏卫视：《前往世界的尽头》／《非诚勿扰》
  - 浙江卫视：《奔跑吧兄弟2》、《跑男来了》／《出发吧爱情》
  - 东方卫视：《妈妈咪呀2》／《欢乐喜剧人》、《今晚80后脱口秀》
2. 数据由广视索福瑞提供，调查范围为四岁以上之观众。
3. 以上收视排名不包括央视在内。
4. 资料来源：卫视这些事儿、卫视小露电。
5. 排名为当晚所有综艺节目的排名，并不一定为同一时段。

### 第二季收视率
| 中国大陆 湖南衛視 首播收视率 |                |        |          |       |           |           |           | |
| 集數                         | 播出日期       | CSM52  | CSM52    | CSM52 | CSM全国网 | CSM全国网 | CSM全国网 | 備註 |
| 集數                         | 播出日期       | 收視率 | 收視份額 | 排名  | 收視率    | 收視份額  | 排名      | 備註 |
| 1                            | 2016年10月21日 | 1.983  | 5.692    | 1     | 1.87      | 5.83      | 1         | |
| 2                            | 2016年10月28日 | 1.724  | 5.238    | 1     | 1.66      | 5.38      | 1         | |
| 3                            | 2016年11月4日  | 1.328  | 4.074    | 1     | 1.42      | 4.71      | 1         | 浙江《梦想的声音第一季》开播                                                                                     |
| 4                            | 2016年11月11日 | 1.559  | 4.621    | 1     | 1.48      | 4.75      | 1         | |
| 5                            | 2016年11月18日 | 1.551  | 4.452    | 1     | 1.61      | 4.94      | 1         | |
| 6                            | 2016年11月25日 | 1.429  | 4.136    | 2     | 1.52      | 4.77      | 1         | |
| 7                            | 2016年12月2日  | 1.449  | 4.175    | 2     | 1.54      | 4.82      | 1         | |
| 8                            | 2016年12月9日  | 1.322  | 3.867    | 2     | 1.29      | 4.03      | 1         | |
| 9                            | 2016年12月16日 | 1.260  | 3.797    | 2     | 1.46      | 4.61      | 1         | |
| 10                           | 2016年12月23日 | 1.306  | 3.950    | 2     | 1.69      | 5.34      | 1         | |
| 11                           | 2016年12月30日 | 1.303  | 3.823    | 2     | 1.51      | 4.66      | 1         | 当晚浙江卫视播出《浙江卫视“爱在一起”领跑2017演唱会》，原定当晚播出的《梦想的声音第一季》第九期改档至12月31日播出 |
| 12                           | 2017年1月6日   | 1.416  | 4.110    | 2     | 1.52      | 4.8       | 1         | |
| 13                           | 2017年1月13日  | 1.437  | 4.196    | 1     | 1.58      | 4.88      | 1         | 浙江《梦想的声音第一季》完结                                                                                     |
| 14                           | 2017年1月19日  | 1.319  | 3.955    | 1     | 1.66      | 5.2       | 1         | 本期节目提前至週四20:20播出                                                                                      |

1. 同时段或交叉时段主要节目：
  - 浙江卫视：《梦想的声音1》／《浙江卫视“爱在一起”领跑2017演唱会》
2. 数据由广视索福瑞提供，调查范围为四岁以上之观众。
3. 以上收视排名不包括央视在内。
4. 资料来源：卫视这些事儿、卫视小露电、潇湘卧龙、湖南卫视官方微信（ID：happychina1997）。
5. 排名为週五晚间所有综艺节目的排名，并不一定为同一时段。

## 奖项纪录
| 年份   | 颁奖典礼                 | 奖项               | 入围                 | 结果 |
| ------ | ------------------------ | ------------------ | -------------------- | ---- |
| 2016年 | 第22届上海电视节白玉兰奖 | 最佳季播电视节目奖 | 《真正男子汉》第一季 | 提名 |
| 2016年 | 第24届中国电视文艺星光奖 | 电视综艺节目大奖   | 《真正男子汉》第一季 | 提名 |
| 2017年 | 第23届上海电视节白玉兰奖 | 最佳季播电视节目奖 | 《真正男子汉》第二季 | 提名 |
| 2018年 | 第25届中国电视文艺星光奖 | 电视文艺栏目大奖   | 《真正男子汉》第二季 | 提名 |

## 宣传活动

### 第一季
| 播出時間     | 活動           | 出席演員                                     |
| ------------ | -------------- | -------------------------------------------- |
| 2015年5月9日 | 《快樂大本營》 | 王宝强、刘昊然、张丰毅、袁弘、郭晓东、杜海涛 |

### 第二季
| 播出時間      | 活動           | 出席演員                                           |
| ------------- | -------------- | -------------------------------------------------- |
| 2016年11月5日 | 《快樂大本營》 | 杨幂、蒋劲夫、黄子韬、佟丽娅、沈梦辰、张蓝心、李锐 |

## 外部連結
- 真正男子漢的新浪微博
- 《真正男子汉第一季》芒果TV官方频道
- 《真正男子汉第二季》芒果TV官方频道
- YouTube上的《新闻当事人》20161211期：揭秘雷神突击队

## 综艺节目的变迁
| 中国大陆 湖南卫视 · 5月1日至7月3日 每週五 22:00－00:00 · 7月11日至7月18日 每週六 22:00－00:00 | 中国大陆 湖南卫视 · 5月1日至7月3日 每週五 22:00－00:00 · 7月11日至7月18日 每週六 22:00－00:00 | 中国大陆 湖南卫视 · 5月1日至7月3日 每週五 22:00－00:00 · 7月11日至7月18日 每週六 22:00－00:00 |
| --------------------------------------------------------------------------------------------- | --------------------------------------------------------------------------------------------- | --------------------------------------------------------------------------------------------- |
|                                                                                               | 真正男子汉（第一季） （2015年5月1日－2015年7月3日）                                           |                                                                                               |
| 我是歌手（第三季） （2015年1月2日－2015年4月3日）                                             | 爸爸去哪儿（第三季） （2015年7月10日－2015年10月30日[a]）                                     |                                                                                               |
| 花儿与少年（第二季） （2015年4月25日－2015年7月4日）                                          | 真正男子汉（第一季） （2015年7月11日－2015年7月18日）                                         | 偶像来了 （2015年8月1日[b]－2015年10月24日[c]）                                               |
| 中国大陆 湖南卫视 每週五 20:20－22:00                                                         |                                                                                               |                                                                                               |
| 我们来了（第一季） （2016年7月22日－2016年10月7日）                                           | 真正男子汉（第二季） （2016年10月21日[d]－2017年1月19日[e]）                                  | 神奇的孩子（20:30－22:00） （2017年2月3日－2017年4月21日）                                    |

- ^  a. 根据国家新闻出版广电总局规定，9月1日－5日为纪念中国人民抗日战争暨世界反法西斯战争胜利70周年宣传週。在此期间，八大一二线卫视以及央视将停播一切综艺娱乐节目，故9月4日《爸爸去哪儿》暂停播出一期。
- ^  b. 7月25日播出“先导篇”。
- ^  c. 根据国家新闻出版广电总局规定，9月1日－5日为纪念中国人民抗日战争暨世界反法西斯战争胜利70周年宣传週。在此期间，八大一二线卫视以及央视将停播一切综艺娱乐节目，故9月5日《偶像来了》暂停播出一期。
- ^  d. 《我们来了》在2016年10月7日播出结束后，2016年10月14日20:10的节目为《第十一届金鹰节开幕式文艺晚会》（直播）。
- ^  e. 2017年1月20日因播出2017湖南卫视春节联欢晚会，原定当晚播出的《真正男子汉》第二季第十四期提前至1月19日播出。